# George II Rákóczi
George II Rákóczi (Sárospatak, 30 januari 1621 - Nagyvárad, 7 juni 1660) was, zij het met onderbrekingen, vorst van Zevenburgen van 1648 tot 1657.

## Biografie
Hij stamde uit het geslacht Rákóczi en was de oudste zoon van George I Rákóczi die de volwassen leeftijd bereikte en werd al in 1642, nog tijdens de regeerperiode van zijn vader, tot mede-vorst van Zevenburgen verkozen. Uit zijn huwelijk in 1643 met Zsófia Báthory kwam één zoon voort: Frans I Rákóczi. Na de dood van zijn vader in 1648 heerste George II alleen als vorst en trachtte hij net als zijn vader de Poolse kroon voor zijn dynastie te winnen. Hiertoe sloot hij afwisselend bondgenootschappen af met de hetman van de Zaporozje-Kozakken, Bohdan Chmelnytsky en de vorsten van Moldavië en Walachije.
Pas in 1657 ging hij een verbond aan met de Zweedse koning Karel X Gustaaf, die Polen in 1655 tijdens de zogenaamde Zondvloed onder de voeten had gelopen en hiermee de Tweede Noordse Oorlog was begonnen. Deze had hierdoor grote delen van Polen verwoest, maar kon zijn aspiraties, gericht tegen de Poolse koning, niet waarmaken.
Toen Zweden zich uiteindelijk uit Polen terugtrok, stortten ook Rákóczi's politieke plannen als een kaartenhuisje in elkaar. Na een nederlaag tegen de Polen, zag hij zich genoopt zich over te geven. In de vredesgesprekken van juni 1657 ontbond Rákóczi zijn bondgenootschap met Zweden, verplichtte hij zich tot oorlogscontributie aan Polen en tot het ontzetten van de steden Krakau en Brest, die hij had ingenomen. Vervolgens lieten de Polen hem met zijn leger naar Zevenburgen terugkeren. Zijn leger raakte onderweg echter slaags met de met Polen geallieerde Krim-Tataren, die tot wel 11.000 man van zijn leger naar de Krim vervoerden. De rest kwam weinig roemrijk in Transsylvanië aan.
Op 3 november 1657 zette de Zevenburgse Landdag Rákóczi onder druk van de Verheven Porte af omwille van zijn eigenwijze optreden tegen Polen. De interventie had immers zonder instemming van het Ottomaanse Rijk plaatsgevonden, dat nog steeds de suzerein van Zevenburgen was. Rákóczi werd vervolgens als vorst vervangen door Frans Rhédey. Van 1658 tot 1660 probeerde hij meermaals de macht in het vorstendom te heroveren, waardoor hij tegenover Frans Rhédey kwam te staan, de kandidaat van de Ottomaanse grootvizier. Na de burgeroorlog die hierop volgde, slaagde Rákóczi erin de Zevenburgse troon weer in te nemen. De Ottomanen lieten het hier echter niet bij, en stuurden een leger om hun macht te doen gelden. Hij stierf in 1660 in Nagyvárad ten gevolge van zijn verwondingen in de vijandigheden tegen de Ottomanen.